# Lycée Jacques-Amyot (Auxerre)
Pour les articles homonymes, voir Lycée Jacques-Amyot.
Le lycée Jacques-Amyot, établissement d'enseignement secondaire et supérieur public, est un lycée situé au centre-ville d'Auxerre. Son entrée est située au 3 rue de l'Étang Saint-Vigile. 
Son origine remonte au XVIe siècle, puisqu'il fut fondé en 1584 comme collège par l'évêque Jacques Amyot, qui a donné son nom à l'établissement. Le lycée est inscrit au titre des monuments historiques depuis 1994.
L'établissement est localement surnommé Jacam.

## Classement du lycée
En 2015, le lycée se classe  6e sur 9 au niveau départemental quant à la qualité d'enseignement, et 1 579e au niveau national. Le classement s'établit sur trois critères : le taux de réussite au bac, la proportion d'élèves de première qui obtient le baccalauréat en ayant fait les deux dernières années de leur scolarité dans l'établissement, et la valeur ajoutée (calculée à partir de l'origine sociale des élèves, de leur âge et de leurs résultats au diplôme national du brevet).

## Anciens élèves
Plusieurs personnalités ont été élèves au lycée.
- Guy Roux
- Jean-Pierre Soisson
- André Villiers
- Alain Colas
- Jean-Louis Scherrer
- Isabelle Alonso
- Pierre Tchernia
- Didier Cherbuy
- Jean Vautrin
- Marc Meneau
- Jean-Paul Rappeneau
- Robin Renucci
- Marie Noël
- Paul Bert
- Denis Collin, philosophe né en 1952
- Georges Harend (d) (1942-2017), géographe, géologue et paléontologue

## Œuvre d'art
Dans la cour du lycée trône depuis 1985, sur un socle de béton, une œuvre en bronze de l'artiste Arturo Carmassi, représentant le Minotaure, faite de trois éléments assemblés et pesant huit tonnes.